# Nova Aurora (Belford Roxo)
Nova Aurora é um bairro do município de Belford Roxo. Pertence à Subprefeitura II (Subprefeitura de Nova Aurora), região que abrange também outros bairros bastante populosos, como Itaipu. A região de Nova Aurora limita-se, a oeste (nos bairros Itaipu e Shangri-lá), com Nova Iguaçu, município do qual Belford Roxo se emancipou em 1990. O centro do bairro Nova Aurora é referenciado em algumas denominações - como nos Correios - como Bairro São Jorge, Vila Maia e Bela Vista.
De acordo com informações do Censo Demográfico 2000/IBGE, Nova Aurora é o terceiro bairro mais populoso do município de Belford Roxo, com população estimada de 81032 habitantes, dos quais 49,02% são homens. Ainda segundo os dados do Censo 2000, a idade média da população de Nova Aurora é de 26,53 anos, sendo uma das mais jovens do estado . Neste sentido, Nova Aurora é o 30º bairro mais populoso do Estado do Rio de Janeiro, situado no noroeste do município de Belford Roxo.

## Educação
O conta com seis unidades escolares públicas: CIEP 116 Vila Maia E>Tec, o CIEP Municipalizado Ministro Capanema, o Colégio Estadual Brandão Monteiro, o Colégio Estadual Bairro Nova Aurora popularmente conhecido como Grupo, a Escola Municipal Rudá Iguatemi Vila Nova, e a Escola Municipal Santa Cruz, sem citar as creches: a Creche Municipal Casa da Criança Nova Aurora, e a Creche Municipal Ursinhos Carinhosos.

## Saúde
O bairro conta com o posto de saúde Giuvan, e o novo posto de saúde na Avenida da Glória.

## Segurança
O bairro conta com uma cabine de Polícia Militar, fundada em 2018 pelo deputado estadual Márcio Canella.

## Praça (Antiga Rodoviária)
Até o ano de 2018, o bairro havia José Gonsalves Gandra, uma rodoviária que transportava uma grande quantidade de pessoas por dia. Mais foi destruída para dar lugar a atual praça.